# Gnathophis umbrellabius
Gnathophis umbrellabius är en fiskart som först beskrevs av Whitley, 1948.  Gnathophis umbrellabius ingår i släktet Gnathophis och familjen havsålar. Inga underarter finns listade i Catalogue of Life.